# Camp de Mória
Pour les articles homonymes, voir Moria.
Le camp de Mória (grec moderne : προσφυγικό κέντρο Μόριας / Prosfygikó kéndro Mórias) est le principal camp de migrants et de réfugiés implanté sur la commune de Mória dans l'île de Lesbos en Grèce. Ouvert en 2013 sur une ancienne base militaire, la capacité du centre est au départ de 150 places dans le but d'y accueillir des réfugiés pour une ou deux nuits, avant d'être transférés à Athènes. Cette capacité est étendue à 2 000 places en 2015. Sous la pression de l'Allemagne et de la France, la Commission européenne annonce en septembre l'ouverture de points d'enregistrements sur les îles égéennes, premières étapes en Europe pour les migrants. En octobre 2015, Mória devient centre d'enregistrement et de contrôle. 
Les conditions de vie sur le camp dénoncées par le HCR (Haut commissariat de l'ONU aux réfugiés) et les ONG sont d'autant plus alarmantes que le camp est interdit à la presse depuis les accords signés avec la Turquie en mars 2016[réf. nécessaire].
Le camp a permis de détenir simultanément jusqu'à 22 000 migrants en février 2020; ils étaient 12 700, dont 4 000 enfants selon le HCR, lorsqu’il est entièrement détruit par un incendie le 9 septembre 2020.

## Localisation
Situé au milieu d'une oliveraie, dans la commune de Mória, à moins d'un kilomètre de la côte et cinq kilomètres de la capitale Mytilène, le camp de Mória est le premier Hotspot en Grèce. D'autres suivront sur les îles voisines de Chios, Samos et Leros, toutes proches des côtes de la Turquie. 

## Histoire

Arrivée de réfugiés syriens et iraqiens à Skala Sykamias, Lesbos, le 30 octobre 2015.

Le premier "Centre de réception" (First Reception Center) ouvre ses portes à Mória le 26 septembre 2013 dans le sillage du centre de Fylakio à Evros la même année. Le site est un ancien camp militaire offert par le ministère de la sécurité nationale au ministère de la protection civile. En juillet 2014, se construit sur le même site, un centre de détention avec une capacité d'accueil de 750 personnes.
Alors que l'été 2015 atteint un pic avec l'arrivée « de 80 à 100 canots pneumatiques contenant chacun une quarantaine de personnes (qui) accostaient chaque jour à Skala Sykaminias », la mort du jeune Alan Kurdi le  2 septembre sur une plage de Turquie entraîne une onde de choc mondiale et relance la question de l'accueil des migrants syriens. Un Conseil européen sur les réfugiés, réunissant les ministres de l'Intérieur de l'Union le 23 septembre 2015 à Bruxelles, se prononce sur la création de Hotspots « afin d’apporter  une assistance  immédiate  aux  États  membres  exposés, en première ligne, à des pressions migratoires disproportionnées aux frontières extérieures de l’UE ». 
Le hotspot de Mória est financé à 75 % par l'Union européenne et 25 % par le gouvernement grec[réf. nécessaire]. Sur le terrain différents opérateurs et institutions sont mobilisés au côté des autorités grecques : le  Bureau  européen  d'appui  en  matière  d'asile (BEAMA), l'Agence européenne pour la gestion de la coopération opérationnelle aux frontières extérieures   (Frontex), l'Agence  européenne  de  coopération  policière  (Europol)  et  l’Agence  européenne  de  coopération  judiciaire  (Eurojust). Le mois d'octobre 2015 marque également l'arrivée de nombreuses ONG sur l'île et à Mória. 
La capacité d'accueil du centre d'enregistrement et de contrôle est étendue à 2 500 places afin de pouvoir accueillir et recenser davantage. Malgré ces mesures, l'afflux de réfugiés et leur transit vers Mória dépasse largement les capacités envisagées. Si le nombre de réfugiés a considérablement diminué après l'accord UE-Turquie de mars 2016, il est remonté en flèche depuis. Le camp comptait 7 000 réfugiés en 2016.  
En janvier 2020, ce nombre a dépassé la barre des 20 000 réfugiés. L’immense majorité d’entre eux n’ont pas accès aux infrastructures à l’intérieur du camp et son contraints de s’établir sous tentes de fortune dans l’Oliveraie, rebaptisée la “Jungle” de Moria. Les émeutes et bagarres (quelquefois mortelles) sont quotidiennes. 

## Gestion opérationnelle

### Du camp de transit au camp de Mória
À leur arrivée en canot sur le versant nord-est des côtes de Lesbos, les réfugiés sont accueillis par des volontaires internationaux qui les accompagnent jusqu'au camp de transit de l'UNHCR pour y passer la nuit. Le jour suivant un bus les emmène vers un centre d'enregistrement où ils doivent s'inscrire auprès de la police grecque avant d'être autorisés à transiter plus loin dans l'Union européenne. 
Il y a deux principaux centres où peuvent résider les personnes qui arrivent sur l'île. La majorité des femmes et des familles vulnérables sont transportées vers le camp de Kara Tepe géré par la municipalité de Lesbos. Il s'agit d'un camp propre, organisé et offrant de nombreux services aux réfugiés : médical, sanitaire, juridique ainsi que des programmes d'éducation et activités créatives. Pour les Syriens majeurs et toute autre nationalité, leur destination commune est le Hotspot de Mória, aux conditions rudimentaires décriées par de nombreux journalistes et ONG à qui l'accès est interdit depuis mars 2016[réf. nécessaire].

### Organisation du camp
Mória s'organise autour d'un centre d'accueil, construit en 2013 sur une ancienne base militaire et d'un centre de détention ouvert sur le même site en 2014. "Labellisé" Hotspot en 2015,  le camp de Mória devient un centre d'enregistrement et de contrôle avec pour objectif d'accueillir, soigner si nécessaire et enregistrer les personnes qui arrivent, via le système Eurodac de prises d'empreintes digitales. 
Au côté des équipes de l'UNHCR, quelques ONG sont présentes dans l'enceinte (Samaritan's Purse, Save The Children, EuroRelief) et aux abords du camp (La Croix-Rouge, Médecins sans frontières). L'intervention de Save The Children relève de la protection de l'enfance, des soins de santé et nutrition et de l'éducation informelle. L'ONG pilote également le dispositif IdeasBox (médiathèque en kit déployée en situation d'urgence) de Bibliothèques sans frontières pour apporter des ressources éducatives et développer des activités récréatives auprès des enfants non-accompagnés et mineurs isolés présents dans le camp de détention.[réf. nécessaire]
L'ONG Médecins sans frontières y a effectué des consultations médicales, apporté des soins médicaux, distribué des kits de secours, produits d’hygiène et autres biens de première nécessité tout en contribuant à l’amélioration des points d'eau et installations sanitaires. En mars 2016, MSF a pris la décision  de "suspendre ses activités car les conditions ne permettaient plus d’y délivrer des soins et d’assister la population de façon impartiale et indépendante".
À l'extérieur du camp se trouvent des cantines mobiles et le terrain abandonné de "Better Days for Moria", un camp de solidarité "où de nombreux réfugiés ont trouvé refuge et soutien en attendant d'être enregistrés". Il a été évacué en avril 2016, mais plusieurs résidents enregistrés à Mória continuent de devoir y résider.

### Galerie

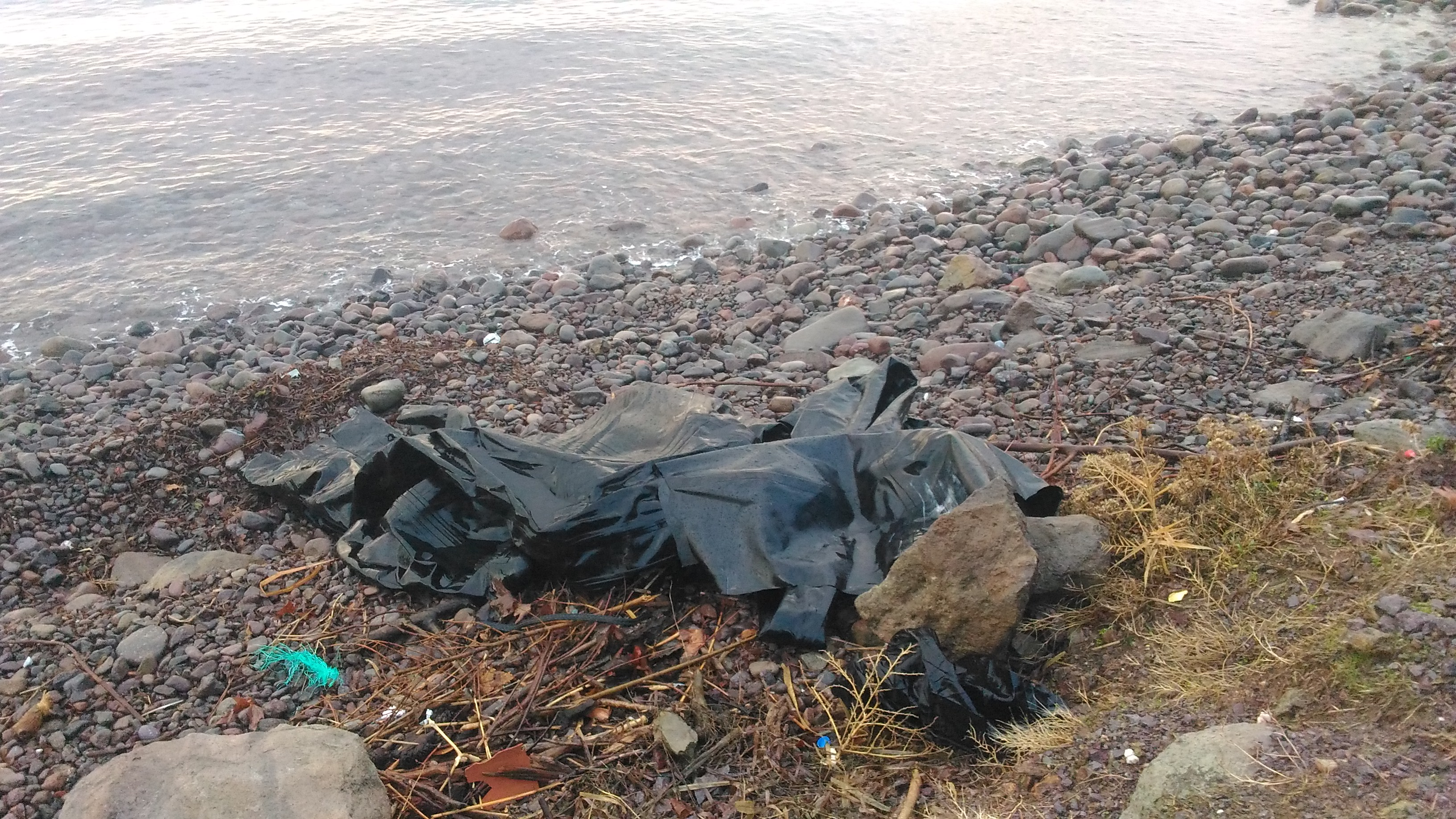
Restes d'un canot d'embarcation de réfugiés à Skala Sykaminias.
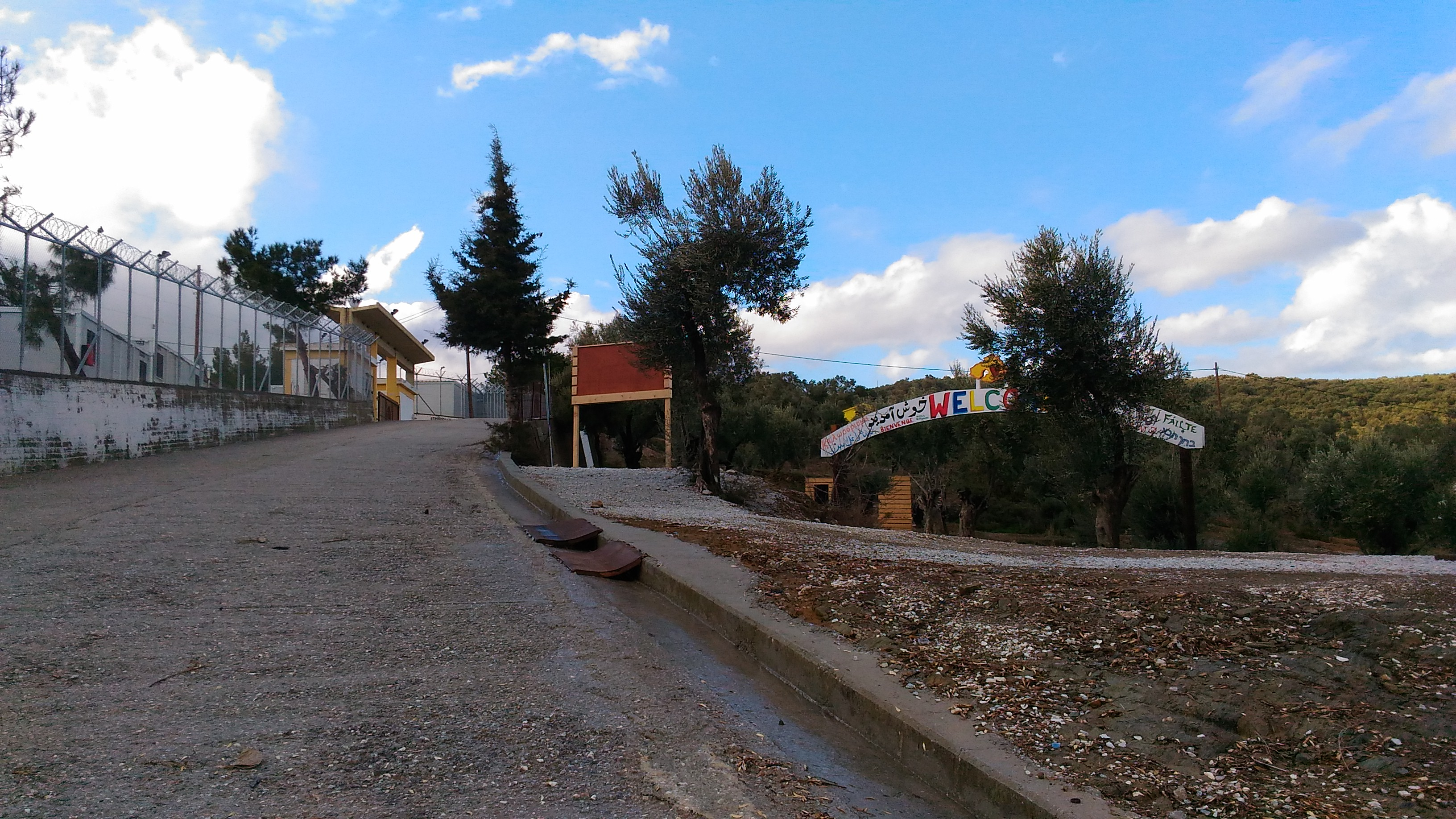
À l'extérieur de Moria, le camp de solidarité Better Days for Moria évacué en avril 2016.

## Réactions

### Accord UE-Turquie et le départ des ONG
Le Hotspot de Mória était jusqu’en mars 2016, « un centre ouvert géré par les services de droit d’asile grec, où les migrants étaient accueillis temporairement dans des préfabriqués et suivis par des médecins si besoin ». Depuis l’accord entre l’Union européenne et la Turquie, qui autorise le renvoi des migrants arrivant sur le territoire grec en Turquie, Mória est devenu un centre de rétention géré par la police et l’armée. 
Le collectif Better Days for Moria s'est fait expulser et des ONG, telles que MSF, ont pris la décision de partir : « ... suite à la signature de l'accord UE-Turquie qui a converti le hotspot de Mória en camp de détention, MSF a décidé d'y suspendre l'ensemble de ses activités et de ne pas prendre part à un système dont l'objectif principal est d'endiguer le flux de migrants et de réfugiés sans prendre en compte leurs besoins humanitaires et de protection. À l'heure actuelle, les normes humanitaires minimales ne sont pas respectées et la sécurité des occupants du camp n'est pas assurée à Mória. En outre, le manque d'informations sur le statut de réfugié/migrant et de clarté des procédures en rajoute à leur frustration et n'offre pas de garanties suffisantes. »
Le Haut commissariat de l'ONU aux réfugiés y a stoppé son aide matérielle en maintenant néanmoins une activité de protection et de conseil pour les demandeurs d'asile afin de veiller au respect des standards internationaux. Save The Children et BSF ont fait le choix de rester et ont relayé dans la presse leur position. 

### Médiatisation
Rebaptisé dans la presse le « hangar des âmes », une « prison à ciel ouvert », « Guantanamo » ou encore « le Calais oublié de Grèce », Mória a été largement couvert par les médias tant que l'accès aux journalistes y a été autorisé. Le village de Skala Sykaminias et ses habitants ont eux aussi fait l'objet d'une surmédiatisation au plus fort de la crise, les images des pêcheurs assurant le sauvetage de canots de migrants ou les "yayas" (grand-mères) donnant le biberon à un enfant syrien ayant circulé dans toute la presse internationale.
Pour leur aide apportée aux réfugiés, les habitants des îles grecques de Lesbos, Chios, Samos, Leros, Kos et Rhodes ont vu leur candidature déposée par un groupe international de scientifiques pour le Nobel de la paix. Ils rejoignent les nommés 2016 parmi lesquels figurent Angela Merkel, Donald Trump ou le Pape François. Le Nobel de la Paix est attribué au président colombien en octobre 2016, néanmoins, les efforts des habitants de Lesbos sont récompensés à travers le prix Nansen de l'UNHCR remis à Efi Latsaoudi pour la transformation d'une ancienne colonie de vacances en camp d'accueil ouvert et auto-géré nommé Pipka.
En réaction à la crise migratoire, des personnalités se sont rendues à Mória pour des visites éclair et médiatisées du camp : l'artiste Ai Wei Wei le 28 décembre 2015, l’actrice Angelina Jolie le 17 mars 2016, le Pape François le 15 avril 2016 ou encore le secrétaire général de l'ONU Ban Ki-Moon le 18 juin 2016.

## Incendie en 2020
Le 9 septembre 2020, un énorme incendie détruit entièrement le camp,. Il se serait déclaré à la suite de la révolte de certains demandeurs d’asile, après des procédures d'isolement liées à des cas de Covid-19. La presse internationale évoque une catastrophe annoncée,. Le 15 septembre, le ministre de la protection civile grec annonce que cinq migrants ont été interpelés dans le cadre de l’enquête sur l’incendie.  
La situation devient vite catastrophique. Le camp enfermait 12 700 personnes, dont 4 000 enfants selon le HCR ; ils tentent de fuir mais sont bloqués sur la route par l'armée, les résidents en colère et des groupes d'extrême droite, qui empêchent aussi l'accès aux ONG. D'importantes forces de police grecques sont envoyées sur place, dont deux canons à eau et au moins neuf bataillons de policiers, selon une source policière citée par Le Monde.  Les policiers et migrants échangent des tirs de gaz lacrymogène et de pierres. 
Le gouvernement grec, qui a voté un durcissement de la législation sur le droit d’asile un an auparavant, promet la construction de nouveaux camps à Lesbos et sur les iles alentour, malgré l'opposition des insulaires, et des migrants. Un camp temporaire, fermé à la presse, est monté rapidement dans un ancien champ de tir contaminé au plomb, à trois kilomètres du port de Mytilène ; il n'a ni douches ni matelas. Dix jours après l'incendie, il compte 9 000 demandeurs d’asile, et le HCR met en garde la Grèce contre toute pérennisation de cette installation d’urgence,.  
L'UE organise le transfert d'environ 400 mineurs non accompagnés, qui seront répartis entre les pays européens volontaires, principalement l'Allemagne et la France, et dans une moindre mesure les Pays-Bas, la Finlande, la Belgique, le Luxembourg, la Slovénie, la Croatie, le Portugal et la Suisse,. L'Allemagne, alors présidente de l’UE, propose aux pays de se répartir les demandeurs d'asile. L'idée est soutenue par certaines villes et régions allemandes, mais refusée immédiatement par l’Autriche et les Pays-Bas.
Quelques mois plus tard, plus de 7 000 migrants, dont un tiers d'enfants, sont dans le nouveau camp. La promesse d’accélérer les procédures de demandes d’asile a été oubliée, et pour les migrants qui sont restés sur l'ile, la situation est pire que celle de l’ancien camp de Mória.
En 2021, quatre jeunes Afghans arrêtés quelques jours après l’incendie sont condamnés à dix ans de prison ferme pour incendie criminel, sur la base du témoignage d'une seule personne, appartenant à une communauté rivale, dans ce qui est décrit comme une parodie de justice ; ils font appel. Deux autres mineurs afghans sont interpellés et condamnés à cinq ans de prison ferme lors d’un autre procès en mars 2021. Forensic Architecture et Forensis ont utilisé des centaines de vidéos prises par les réfugiés et d'autres documents et témoignages pour reconstituer les événements de la nuit de l'incendie.

## Documentaires
- ARTE Reportage, « Grèce : Moria, par-delà l'enfer »(Archive.org • Wikiwix • Archive.is • Google • Que faire ?), sur ARTE, 2021 (consulté le 11 juillet 2021)
- (en) [vidéo] « The worst refugee camp on earth [Reportage de la BBC : Le pire camp de réfugiés au monde - 28 août 2018] », sur YouTube